# 京谷友也
京谷 友也（きょうたに ゆうや、1983年〈昭和58年〉4月30日 - ）は、日本の建築家。一級建築士、測量士補。京谷建築設計室 一級建築士事務所代表。主な作品に「伊根の舟家」。

## 略歴
1983年、東京都出身。ピアニストの秋場敬浩とは中学校で同級。
2009年、東京大学大学院修士課程修了後、磯崎新アトリエ勤務。
2017年に独立し京都を拠点に建築設計を行う。
2018年 U-35 Under 35 Architects Exhibition 入選。
同年「伊根の舟家」で日本建築美術工芸協会賞（AACA賞）奨励賞受賞、京都デザイン賞2018京都府知事賞受賞。
2019年より関西近郊の大学、専門学校で非常勤講師として研究、教育を行っている。
2019年3月より、AIを用いて収集した建築コンペ、プロポーザルの情報をメールマガジン「プロポパス 建築コンペ・プロポーザル速報メールマガジン」として発信している。

## 年表
- 1983年：東京都中野区生まれ
- 2004年：国立長野工業高等専門学校環境都市工学科 卒業
- 2007年：東京大学工学部建築科 卒業
- 2009年：東京大学大学院工学系研究科建築学専攻 都市建築史 伊藤毅研究室 修了
- 2009年 - 2016年：磯崎新アトリエ 勤務
- 2017年：京谷建築設計室 一級建築士事務所 開設
- 2019年：「［プロポパス］propopers 建築コンペ・プロポーザル速報メールマガジン」発刊

## 著書

### 共著
- 『構造デザインマップ 関西』総合資格、2022年 ISBN 9784864172707